# Blepharodinae
Blepharodinae — підродина богомолів родини Емпузові (Empusidae).

## Поширення
Підродина поширена у Північній та Східній Африці.

## Класифікація
- Blepharodes Bolivar, 1890
  - Blepharodes candelarius Bolivar, 1890
  - Blepharodes cornutus (Schulthess, 1894)
  - Blepharodes parumspinosus Beier, 1930
  - Blepharodes sudanensis Werner, 1907
- Blepharopsis Rehn, 1902
  - Blepharopsis mendica Fabricius, 1775
- Idolomantis Uvarov, 1940
  - Idolomantis diabolica (Saussure, 1869)